# Nuri Demirağ

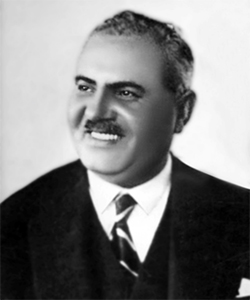
Porträt von Nuri Demirağ (Aufnahmedatum unbekannt)

Mühürzâde Mehmet Nuri Demirağ (bis 1934: Mühürzâde Mehmed Nuri Bey, ab 1935: Mehmed Nuri Demirağ, * 1886 in Divriği, Osmanisches Reich; † 13. November 1957 in Istanbul, Türkei), allgemein als Nuri Demirağ bezeichnet, war ein türkischer Industrieller und Politiker. Er wurde bekannt für sein Engagement für die junge türkische Republik nach 1923. Er unterstützte verschiedene Wirtschafts- und Infrastrukturprojekte, unter anderem den Bau von drei neuen Eisenbahnstrecken.

## Kindheit und Jugend
1886 kam Nuri Demirağ in Divriği, einer kleinen Stadt in Sivas zu Welt. Sein Vater Mühürzâde Ömer Bey starb, als Nuri Demirağ drei Jahre alt war. Er wuchs mit seinem Bruder Abdurrahman Naci bei seiner Mutter Ayşe Hanım auf. Nachdem er die Divriği Rüştiye Mektebi (osmanische Mittelschule von Divriği) abgeschlossen hatte, unterrichtete er zunächst an der Schule als Lehrerassistent. 1903 bestand er erfolgreich die Beamtenprüfung der Ziraat Bankası und war dann Filialleiter der Filialen von Kangal und Koçgiri. Zum ersten Mal bekannt wurde er mit dem Verkaufen von Getreide zu sehr günstigen Preisen, nachdem in Erzurum 1909 eine Hungersnot ausbrach. 1910 begann seine Arbeit als Beamter im Finanzministerium des Osmanischen Reichs in der Hauptstadt Istanbul. Innerhalb dieses Ministeriums stieg er immer weiter auf.

## ZigarettenpapierTürk Zaferi
Als Nuri Demirağ seine Stelle als Finanzinspektor 1918 aufgegeben hatte, eröffnete er in Eminönü einen kleinen Laden und widmete sich der Herstellung von Zigarettenpapier. Ursache dafür war, dass die damals wenigen profitablen Geschäfte im Besitz von Griechen, Armeniern und Franzosen waren. So war auch die einzige Firma, die Zigarettenpapier im Osmanischen Reich herstellte, im Besitz von französischen Geschäftsleuten. In Demirağs Tagebuch fand man folgenden Satz dazu: „Spätestens mit der Gründung der Republik Türkei muss unsere Wirtschaft vom Ausland unabhängig sein“. 1919 kam seine Ware in den Verkauf. Er produzierte so das erste türkische Zigarettenpapier. Gleichzeitig fand der türkische Befreiungskrieg statt. Demirağ nannte sein Produkt Türk Zaferi (Türkischer Sieg), was beim Volk gut ankam. Durch sein junges Unternehmen erwirtschaftete er sich ein beachtliches Vermögen von 84.000 Türkischen Lira. Der Unternehmer hatte seine drei Prinzipien und diese beim Verkauf konsequent eingehalten, was ihn höchstwahrscheinlich so erfolgreich machte.

„Satış peşin...fiyat maktu...pazarlık yok“

„Barzahlung...Festpreis...Keine Preisverhandlung“

## Ausbau des Eisenbahnnetzes
Kurz nach dem Befreiungskrieg wurde die Republik Türkei gegründet. In Sachen Verkehr stand das Land vor großen Problemen. Die Verkehrsinfrastruktur des Osmanischen Reichs war am Ende ohnehin relativ schlecht und durch die Kriege wurde sie größtenteils unbrauchbar. Die Regierung fokussierte das Eisenbahnnetz und wollte dieses so schnell wie möglich ausbauen. 1925 begann eine Baufirma aus Frankreich bei zahlreichen Abschnitten die Schienen auszutauschen, sowie Städte ohne Bahnanschluss ans Eisenbahnnetz anzubinden. 1926 stoppte dieses Unternehmen überraschend die Arbeiten. Daraufhin erhielt Nuri Demirağ den Zuschlag zum Bau der ersten Etappe (Strecke von 7 Kilometern), nachdem er gesagt hatte, dass er es zu einem sehr günstigen Preis ausführen würde. Auf Wunsch Nuris gab sein Bruder Abdurrahman Naci seine Stelle als Ingenieur auf. Zusammen bauten sie unter anderem die neuen Strecken Samsun-Erzurum, Sivas-Erzurum und Afyon-Dinar und verlängerten das Eisenbahnnetz der Türkei innerhalb von sieben Jahren um 1012 Kilometer. Nuri finanzierte 90 % des Baus selbst mit dem Vermögen aus seiner Zigarettenpapierfabrik. Aufgrund dieser Erfolge wurden er und sein Bruder von Mustafa Kemal Atatürk nach Ankara eingeladen. Dort erhielten sie 1934 von Atatürk aus Dank den Nachnamen Demirağ (deutsch: Eisen(-bahn)netz).

## Flugzeugfabrik
Demirağ war die reichste Person der Türkei zu dieser Zeit. Das Land war geprägt von vielen Reformen und Neuerungen. Daneben merkte man, dass sich in Europa die politische Lage zuspitzt. Die Luftstreitkräfte der türkischen Armee waren jedoch sehr schwach. Atatürk begann ab 1925 die militärische Luftfahrt im Land weiterzuentwickeln und anzukurbeln. So wurden zahlreiche neue Piloten ausgebildet, der Flugplatz Yeşilköy errichtet und die Turkish Airlines, gegründet. 1937 war seine Adoptivtochter Sabiha Gökçen die erste Kampfpilotin der Welt. Demirağ störte aber, dass die Armee nur nach Lizenzen von Flugzeugen Ausschau hält.

„Avrupa’dan, Amerika’dan lisanslar alıp uçak yapmak kopyacılıktan ibarettir. Demode tipler için lisans verilmektedir. Yeni icat edilenler ise bir sır gibi, büyük bir kıskançlıkla saklanmaktadır. Binaenaleyh kopyacılıkla devam edilirse, demode şeylerle beyhude yere vakit geçirilecektir. Şu halde Avrupa’dan ve Amerika’nın son sistem tayyarelerine mukabil, yepyeni bir Türk tipi vücuda getirilmelidir.“

„Von Europa oder Amerika Lizenzen beantragen und Flugzeuge bauen ist nichts Anderes, als zu kopieren. Es werden sowieso nur Lizenzen für veraltete Flugzeugtypen verkauft. Die neuen Flugzeuge dagegen werden mit viel Neid wie ein großes Geheimnis verborgen. Folglich wird die Zeit für unnötige Arbeit genutzt, wenn weiter kopiert wird. Man sollte ein Flugzeug entwickeln und bauen, das es mit den modernsten Flugzeuge Europas und Amerikas aufnehmen kann.“

Nach diversen Gesprächen mit Atatürk gründete er am 16. Februar 1925 daraufhin die Türk Tayyare Cemiyeti (deutsch: Türkische Flugzeuggesellschaft). Während der Eröffnungszeremonie hielt Atatürk eine Rede und begann mit folgenden Worten, welche noch heute sehr bekannt sind:

„İstikbal göklerdedir!“

„Die Zukunft ist im Himmel!“

Die Türk Tayyare Cemiyeti (heute THK – Türk Hava Kurumu) begann einen Monat später mit ihrem Projekt, ein eigenes Kampfflugzeug zu entwickeln. Demirağ spendete als Erster 120.000 Türkische Lira. Danach wurden im ganzen Land für das Projekt Spenden gesammelt. Insgesamt kamen 495.000 Türkische Lira zusammen. Als die Pläne fertig waren, baute man eine Flugzeugfabrik, die Tayyare Etüt Atölyesi, und eröffnete diese am 17. September 1937. Bereits einen Monat später präsentierte man das erste Produkt der Öffentlichkeit. Die Nu.D-36 wurde das erste türkische Kampfflugzeug. Zwei Jahre später baute man, basierend auf der Nu.D-36, das Passagierflugzeug Nu.D-38. 1938 begann der Bau von Segelflugzeugen.
1945 wurden die Einrichtungen geschlossen, nachdem General Zeki Doğan die Annullierung einer Bestellung über 100 Flugzeugen bekannt gab. Als Grund dafür gab er an, dass die USA bereit sei, kostenlos hunderte von neuen Kampfflugzeugen mitsamt Personal und Zubehör an die Türkei zu geben. Zahlreiche Stimmen äußerten Kritik am damaligen Präsidenten Ismet Inönü, weil er während dieser Zeit schwieg. Sie forderten, dass „unser Präsident die Herstellung von eigenem [türkischem] Fluggerät schützt“.